# 604 (číslo)
Šest set čtyři je přirozené číslo. Následuje po čísle šest set tři a předchází číslu šest set pět. Římskými číslicemi se zapisuje DCIV a řeckými číslicemi χδ.

## Matematika
604 je:
- Deficientní číslo
- Složené číslo
- Nešťastné číslo

## Astronomie
- (604) Tekmessa je planetka hlavního pásu, kterou objevil v roce 1906 Joel Hastings Metcalf

## Roky
- 604
- 604 př. n. l.